# Língua buduma
Buduma ou iedina é uma língua chádica do grupo biu-mandara falado em torno do lago Chade no leste do Chade e vizinhos Níger, Camarões e Nigéria.